# Kreiszeitung
Vous pouvez aider à l'améliorer ou bien discuter des problèmes sur sa page de discussion.
- Il ne cite pas suffisamment ses sources. Vous pouvez indiquer les passages à sourcer avec {{référence nécessaire}} ou {{Référence souhaitée}}, et inclure les références utiles en les liant aux notes de bas de page. (Marqué depuis août 2024)
- Certaines informations devraient être mieux reliées aux sources mentionnées dans la bibliographie ou les liens externes. Améliorez sa vérifiabilité en les associant par des références. (Marqué depuis août 2024)

- Archive Wikiwix
- Bing
- Cairn
- DuckDuckGo
- E. Universalis
- Gallica
- Google
- G. Books
- G. News
- G. Scholar
- Persée
- Qwant
- (zh) Baidu
- (ru) Yandex
- (wd) trouver des œuvres sur Wikidata

Kreiszeitung est un journal quotidien régional allemand publié à Syke, dans le Land de Basse-Saxe.

## Histoire
Les débuts du journal remontent à 1859, lorsque l'imprimeur de livres Gustav Knauer commence à publier un périodique dans le comté de Hoya (aujourd'hui l'arrondissement de Nienburg/Weser). En 1872, la société fonde une autre maison d'édition dans la ville voisine de Syke. En 1943, les deux journaux fusionnent. À la fin de la Seconde Guerre mondiale, le Kreiszeitung n'est plus autorisé à paraître.
À partir du 1er octobre 1952, le Kreiszeitung für die Grafschaft Hoya nouvellement fondé réapparaît. En 1971, le journal fusionne avec l’Allgemeinesanzeiger Brinkum (commune de Stuhr). En 1974, la coopération commence avec Aller-Weser-Zeitung à Verden, qui fusionne deux ans plus tard avec le Kreiszeitung Syke. Avec la réforme des arrondissements en 1977, Syker Verlag fusionne avec ses voisins du sud dans le nouvel arrondissement de Diepholz, le Diepholzer Kreisblatt et le Sulinger Kreiszeitung. En 2004, la dernière fusion a eu lieu. La société d'édition du Kreiszeitung reprend la majorité de la maison d'édition Karl Sasse à Rotenburg (Wümme), qui publie entre autres le Rotenburger Kreiszeitung. Contrairement à tous les autres titres de journaux du groupe de médias de Kreiszeitung, le Rotenburger Kreiszeitung fait partie de la communauté de tarifs publicitaires définis par le Bremer Tageszeitungen (de).
Le DeichStube fait partie du département des sports du Kreiszeitung depuis 2017. Le département externalisé crée et publie du contenu journalistique sur le club de football Werder Brême.

## Diffusion
Dans deux arrondissements administratifs de Basse-Saxe, le journal paraît comme une sorte de monopole ou nettement dominant (arrondissements de Diepholz, Verden) et dans trois autres arrondissements administratifs en partie (Oldenburg, Rotenburg, Nienburg). La zone de publication se situe donc dans les deux tiers de la banlieue dense et aisée de Brême (région métropolitaine nord-ouest (de)), ce qui signifie que le Kreiszeitung Syke devient un facteur majeur dans le paysage des journaux de la région à côté du Bremer Tageszeitungen. Le journal est également publié sous le nom de Diepholzer Kreisblatt dans la partie nord-ouest de l'arrondissement de Minden-Lübbecke (Rhénanie du Nord-Westphalie).

## Kreiszeitung Verlagsgesellschaft
Le Kreiszeitung apparaît dans les principales éditions suivantes :
- Kreiszeitung mit
  - Kreiszeitung Nord
  - Kreiszeitung West
  - Kreiszeitung Ost
- Verdener Aller-Zeitung
- Achimer Kreisblatt
- Thedinghäuser Zeitung
- Sulinger Kreiszeitung
- Diepholzer Kreisblatt
- Wildeshauser Zeitung
- Rotenburger Kreiszeitung mit
  - Visselhöveder Nachrichten

La maison d'édition dispose de nombreux bureaux de rédaction externes et de bureaux dans le domaine de la publication ainsi que de son propre bureau de rédaction local à Brême. Elle dirige une rédaction complète à la maison d'édition de Syke, qui fournit les pages de couverture de nombreux autres journaux du groupe Ippen. Le journal de district avec ses filiales est également un important fournisseur de services d'impression. En plus de ses propres quotidiens et hebdomadaires, environ 300 000 exemplaires du journal Bild sont imprimés quotidiennement sur les trois presses rotatives de l'éditeur (format berlinois, rhénan et nordique) à Syke et Walsrode.
Le principal propriétaire du Kreiszeitung Syke, avec une participation de 50,4 %, est l'éditeur Dirk Ippen (de), dont le groupe de petits et moyens journaux locaux et régionaux est entre-temps devenu l'un des plus grands conglomérats de journaux allemands. Les parts restantes sont entre les mains des anciens éditeurs locaux des journaux initiaux.